# Till There Was You
Till There Was You è un brano scritto da Meredith Willson per il musical (e quindi successivamente per il film) The Music Man; la canzone è cantata dalla libraia Marian Paroo (Barbara Cook nel musical e Shirley Jones nel film) al professor Harold Hill (Robert Preston) alla fine del secondo atto.

## Le varie versioni
La prima registrazione fu quella del cast del musical. Per sponsorizzare l'album, sempre del musical, venne inciso questo singolo promozionale, con alla voce Sue Raney e con l'orchestra di Nelson Riddle; quest'ultimo fu il produttore del 45 giri, che venne pubblicato il 26 novembre 1957 dalla Capitol Records. In seguito ci furono le cover di Sonny Rollins per l'album Freedom Suite (1958), di Anita Bryant, che raggiunse la trentesima posizione nella classifica Billboard Hot 100 e la quattordicesima nella Cashbox Top 100 (1959), di Peggy Lee (1961), Al Hirt sull'album Horn A-Plenty (1962), Nana Mouskouri nell'album Nana Mouskouri in New York (The Girl from Greece Sings) (1962), una versione strumentale di Valjean (1962), di Sergio Franchi nell'album Browday... I Love You (1963) e dei Beatles nell'album With The Beatles (1963), e pubblicata in America sull'album Meet the Beatles! (1964).

### La versione dei Beatles
Paul McCartney scoprì Peggy Lee grazie a sua cugina Bett Robbins, che gli fece sentire Till There Was You e Fever, sempre della Lee. Veniva suonata a tarda notte nei locali; McCartney ha detto che, per distinguersi dalle altre band rock and roll, suonavano queste canzoni più particolari. Venne suonata all'audizione per la Decca Records, e quindi venne inclusa nelle Decca Tapes, e nell'album The Complete Silver Beatles, sia in Inghilterra che in America, e nell'album americano The Silver Beatles Volume 1. Il brano sostituì nei concerti il brano A Taste of Honey, un altro brano di musica latineggiante, e venne suonato il 4 novembre 1963 al Royal Variety Performance, ed il 9 febbraio 1964 all'Ed Sullivan Show. L'esecuzione del Royal Variety Show è stata inclusa nel primo volume dell'Anthology. Sia in Live at the BBC che in On Air - Live at the BBC Volume 2 compare un'esecuzione del brano; nel primo caso è tratta dallo show From Us to You, mentre nel secondo da Pop Go the Beatles; la versione del secondo volume è stata registrata il 10 luglio 1963, e trasmessa per la prima volta venti giorni dopo. La versione dei provini alla Decca è presente anche sull'album I Saw Her Standing There e sul bootleg Live! at the Star-Club in Hamburg, Germany; 1962.
La registrazione è iniziata il 18 luglio 1963 nello Studio Due degli Abbey Road Studios; in quella data vennero incisi i primi tre nastri del brano; il 30 luglio, su cinque nastri, venne inciso un rifacimento. L'ottavo nastro venne adoperato sia per il mixaggio monofonico che per quello stereofonico, che sono stati realizzati rispettivamente il 21 agosto ed il 29 ottobre. Il 18 luglio, primo giorno di lavorazione a With The Beatles, vennero incisi anche You Really Got a Hold on Me, Money (That's What I Want) e Devil in Her Heart.

#### Formazione
- Paul McCartney: voce, basso elettrico
- John Lennon: chitarra ritmica acustica
- George Harrison: chitarra solista acustica
- Ringo Starr: bongo[12]